# Bahnhof Recklinghausen Süd
Der Bahnhof Recklinghausen Süd ist ein Bahnhof im Süden Recklinghausens im Stadtteil Grullbad. Er liegt an der Bahnstrecke Wanne-Eickel–Hamburg und ist neben dem Hauptbahnhof der weitere Bahnhof Recklinghausens.

## Bahnhofsanlage
Beim Recklinghäuser Südbahnhof handelt es sich um einen Durchgangsbahnhof, der einen Mittel- und einen Seitenbahnsteig (ehemals Hausbahnsteig) hat, welche durch einen Fußgängertunnel verbunden sind. Er besitzt drei Bahnsteiggleise: Gleis 1 und 2 für die Regional-Express-Linie RE 42 Niers-Haard-Express (Mönchengladbach–Münster) und Gleis 4 für die S-Bahn-Linie S 2 nach Dortmund. Neben den Bahnsteigen befindet sich ein Stellwerk. Nördlich der Bahnsteige sind die Gleise des Güterbahnhofs. Dieser ist gegenüber der ursprünglichen Anlage wesentlich verkleinert und sein Ablaufberg entfernt worden.
Auf einer rund 260 m² großen Fläche an Gleis 1 hat die Deutsche Bahn 2012 eine „naturbelassene“ Wiese ausgewiesen, welche bewusst nur jährlich gemäht werden soll. Ein entsprechendes Schild von DB Netze im DB-Anzeigendesign weist mit den Worten „Ein Beitrag zur Natur – die Blumenwiese“ auf diesen Sachverhalt hin und gibt dazu Hintergrundinformationen.

## Geschichte
Mit dem Bau der Hamburg-Venloer Bahn 1870 wollte die Köln-Mindener Eisenbahn-Gesellschaft auch die Stadtteile Süd und Hochlarmark mit der Eisenbahn erreichbar machen. Auch die Arbeiter der Zeche Recklinghausen sollten ihre Arbeitsplätze schneller erreichen können. Man entschied sich zum Bau eines Bahnhofsgebäudes mit einem Haus- und Seitenbahnsteig. Bei geschlossenen Schranken konnten die Fußgänger eine Überquerungsbrücke auf der nördlichen Bürgersteigseite benutzen.
Nördlich und östlich des Personenbahnhofs befanden sich ausgedehnte Güter- und Rangiergleise für die umliegenden Bergwerke und sonstigen Industrieanlagen, die sich noch 1956 zwischen der Richardstraße im Westen und der Hellbachstraße im Osten erstreckten. Diese Anlagen wurden über die Jahrzehnte sukzessive zurückgebaut, einige dieser Gleise sind freilich heute noch vorhanden und werden für den Güterverkehr genutzt.
In den 1970er Jahren wurde der Bahnhof modernisiert. Dabei wurden die Verbindungsgleise zur mittlerweile stillgelegten Zeche abgebaut, das Bahnhofsgebäude und die Überquerungsbrücke abgerissen und die Bahnsteige neu gebaut. So wurde aus dem Hausbahnsteig ein Seitenbahnsteig und aus dem zweiten Seitenbahnsteig ein Mittelbahnsteig. Dieses zusätzliche Gleis wurde errichtet, um Direktfahrten zum Bahnhof Herne zu ermöglichen. Außerdem wurde ein modernes Stellwerk östlich der Bahnsteige gebaut. Im Zuge der Verlängerung der Linie S 2 zum Recklinghäuser Hauptbahnhof wurde der Bahnhof Recklinghausen Süd zwischen 1997 und 1998 zum zweiten Mal modernisiert. Die beiden Bahnsteige wurden barrierefrei mit Rampen ausgestattet und der Bahnsteig an Gleis 4 auf S-Bahn-Niveau erhöht. Dies hat zur Folge, dass der Mittelbahnsteig zwei unterschiedliche Höhen hat, da die Bahnsteige der Gleise 1 und 2 unverändert blieben. Mit Abschluss der Modernisierung wurde der Bahnhof Recklinghausen Süd zum Nahverkehrssystemhalt heruntergestuft, da ihn ausschließlich Regionalzüge bedienen. Seit dem 24. Mai 1998 hält hier erstmals eine S-Bahn, die seitdem von Montag bis Freitag stündlich von etwa 6 bis 20 Uhr Recklinghausen mit Dortmund verbindet. Mit der Taktumstellung 2019 verkehrt diese Linie täglich und auch außerhalb der genannten Zeit.

## Linien
Der Bahnhof Recklinghausen Süd wird von zwei Regional-Express-Linien und einer S-Bahn-Linie angefahren.
In den Abend- und Nachtstunden, wenn der RE 42 nicht verkehrt, hält der RE 2 (Düsseldorf–Münster) in Recklinghausen Süd.
| Linie | Linienverlauf | Takt                                             |
| ----- | --- | ------------------------------------------------ |
| RE 2  | Rhein-Haard-Express: Osnabrück Hbf – Hasbergen – Natrup-Hagen (zweistdl.) – Lengerich (Westf) – Kattenvenne (zweistdl.) – Ostbevern – Westbevern – Münster (Westf) Hbf – (Münster-Albachten – Senden-Bösensell – Nottuln-Appelhülsen – Buldern –)* Dülmen – (Sythen –)* Haltern am See – (Marl-Sinsen –)* Recklinghausen Hbf – (Recklinghausen Süd –)* Wanne-Eickel Hbf – Gelsenkirchen Hbf – Essen Hbf – Mülheim (Ruhr) Hbf – Duisburg Hbf – Düsseldorf Flughafen – Düsseldorf Hbf * Halt nur einzelner Züge im Nachtverkehr Stand: Fahrplanwechsel Dezember 2023 | 60 min                                           |
| RE 41 | Vest-Ruhr-Express: Bochum Hbf – Bochum West – Recklinghausen Süd – Recklinghausen Hbf – Marl-Sinsen – Haltern am See Fahrplanwechsel Dezember 2024 | 60 min                                           |
| RE 42 | Niers-Haard-Express: Münster (Westf) Hbf – Münster-Albachten (stündlich) – Senden-Bösensell – Nottuln-Appelhülsen – Buldern – Dülmen – Sythen – Haltern am See – Marl-Sinsen – Recklinghausen Hbf – Recklinghausen Süd – Wanne-Eickel Hbf – Gelsenkirchen Hbf – Essen Hbf – Mülheim (Ruhr) Hbf – Duisburg Hbf – Rheinhausen – Krefeld-Uerdingen – Krefeld Hbf – Viersen – Mönchengladbach Hbf Stand: Fahrplanwechsel Dezember 2021 | 30 min (Münster–Essen) 60 min (Essen–M’gladbach) |
| S 2   | Dortmund Hbf – DO-Dorstfeld – DO-Wischlingen – DO-Huckarde – DO-Westerfilde – DO-Nette/Oestrich – DO-Mengede – Castrop-Rauxel Hbf – Herne – Recklinghausen Süd – Recklinghausen Hbf Stand: Fahrplanwechsel Dezember 2023 | 60 min                                           |

Der Bahnhof Recklinghausen Süd wird, wie auch schon im Jahr 2019, tagsüber von zwei Omnibus-Linien angefahren. Die Linie 201 verkehrt nur im Spätverkehr.
| Linie | Linienverlauf | Takt                    |
| ----- | --- | ----------------------- |
| 201   | Recklinghausen Hbf – Quellberg – Berghausen – Suderwich – Röllinghausen – König Ludwig – Recklinghausen-Süd – Grullbad Hochstr. – RE-Süd Bf | einzelne Fahrten abends |
| 210   | RE-Röllinghausen – König Ludwig – Recklinghausen-Süd – Grullbad Hochstr. – RE-Süd Bf – Hochlarmark – RE-Neue Horizonte – Hertener Mark Industriegebiet – Herten-Süd – Herten Rathaus (Herten , 300 m) – Herten Mitte (Herten , 500 m)                                                                                | 30 min                  |
| 239   | Recklinghausen Hbf – Viehtor – Paulusviertel – Stuckenbusch – Hochlarmark – RE-Süd Bf | 15 min                  |
| NE1   | Recklinghausen Hbf → Viehtor → Paulusviertel → Stuckenbusch → Hochlarmark → RE-Süd Bf → Grullbad Hochstr. → Recklinghausen-Süd → König Ludwig → Röllinghausen → Suderwich → Berghausen → Quellberg → Recklinghausen Hbf NachtExpress: In den Nächten von Freitag auf Samstag, Samstag auf Sonntag und vor Feiertagen | 60 min                  |

## Zukunft
Langfristig ist geplant, den Bahnübergang durch einen Straßentunnel zu ersetzen. Eine lokale Tageszeitung berichtete bereits 2012 darüber und gab einen Zeithorizont „bis 2014“ an.

## Zahlen
- 3 befahrene Personenzuggleise
- 8 Güterzuggleise
- 2 Bahnsteige
- Mo–Fr: rund 50 Regional-Züge
- Sa, So: rund 40 Regional-Züge, jeweils RE 42
- Mo–Fr: rund 30 S-Bahn-Züge, jeweils Linie S 2
- Mo–Fr: rund 120 Busse täglich
- Sa, So: rund 60 Busse täglich
- 7 Parkplätze plus 20 Fahrradstellplätze
- 2 Fahrscheinautomaten
- 3 Rampen

Diese Daten haben den Stand Januar 2017.